# Revers de fortune (bande dessinée)
Pour les articles homonymes, voir Revers de fortune.
Revers de fortune est le 9e tome de la série de bande dessinée De cape et de crocs d'Alain Ayroles et Jean-Luc Masbou.

## Synopsis
Le prince Jean et le colonel Mendoza savourent leur victoire sur les troupes sélénites et leurs alliés terriens, avec le Maître d'armes comme prisonnier de guerre, prenant le contrôle de la cité royale de Callikinitopolis. Les Terriens, eux, pleurent leur camarade Lope, tombé au combat, avant que, sur une suggestion d'Andreo, une image d'Hermine placée devant son museau révèle qu'il est encore en vie. Andreo, Plaisant et le raïs Kader partent en quête d'un médecin pour sauver le loup, mais ne trouvent que le savant Bombastus qui, en dépit de la méfiance d'Armand, parvient à sauver la vie de Lope en extrayant la balle de mousquet qui l'a abattu. De son côté, Eusèbe parvient à libérer le Maître d'armes en le faisant se déguiser en un mime membre des légions de Mendoza.
Tandis qu'Eusèbe et le Maître d'armes trouvent refuge auprès d'une tribu de mimes des bois et se laissent enchanter par leurs coutumes, Armand et ses amis partent en direction de la cité portuaire d'Agatharchidès. Croyant croiser la maison dans laquelle Hermine et Séléné ont pris la fuite, ils tombent dans une embuscade tendue par les pirates du capitaine Boone. Toutefois, l'arrivée soudaine d'une maison de philosophes renverse la situation, les vociférations métaphysiques des nouveaux arrivants poussant les pirates, jusqu'ici corsaires au service du prince Jean, à retrouver la liberté du pavillon noir et à accepter d'aider les Terriens dans leur lutte contre le nouveau monarque.
Ce dernier prépare justement une grande cérémonie théâtrale afin de célébrer le début de son règne, et souhaite en profiter pour faire exécuter son frère par la même occasion, tandis que Mendoza complote de son côté pour accroître son pouvoir. Ne soupçonnant rien, Jean assiste au retour de Boone (qu'il croit toujours à son service en tant que marquis des Trois Cratères), et renvoie Andreo et Plaisant à leur rôle d'acteurs. Déguisés en comédiens eux-mêmes, Armand et Lope parviennent à retrouver leurs bien-aimées, elles-mêmes engagées comme danseuses pour le spectacle.
Durant la cérémonie, avant que Lope et Armand ne puissent eux-mêmes passer à l'action, des sbires de Mendoza, dont un se faisant passer pour le Maître d'armes, enlèvent le prince dans une tentative de coup d’État. La sœur de Jean, Mademoiselle, se joint au combat tandis qu'Armand et Lope affrontent les hommes de Mendoza, mais elle vaincue par Lope. Les Terriens s'emparent de Jean et tentent de pousser les Sélénites à se rebeller contre son autorité. Alors que la grogne monte, Mendoza tente de faire intervenir ses légions de mimes pour écraser le soulèvement, mais Eusèbe et le Maître d'armes font alors leur apparition : ayant sympathisé avec les mimes des bois, ils sont capables de communiquer avec les légions et convainquent ces dernières de déposer les armes. La victoire des Terriens est ainsi assurée : le roi est libéré, tandis que Mendoza et ses sbires prennent la fuite en compagnie du vieux Cénile, espérant récupérer assez d'or et réquisitionner un navire pour retourner sur Terre.

## Analyse
Ce nouveau tome poursuit l'exploration des régions et coutumes lunaires telles qu'elles existent dans l'univers de la bande dessinée, tout en faisant intervenir différentes figures de style. Les personnages principaux croisent ainsi deux nouvelles "nationalités" de Sélénites : les habitants de Solécisme, qui, fidèles à ce nom, s'expriment avec force solécismes qui agacent prodigieusement le très lettré Armand ; et les Contrepétuns qui, comme leur nom l'indique également, sont friands de contrepèteries (permettant ainsi aux auteurs de glisser des plaisanteries très grivoises). De leur côté, Eusèbe et le Maître d'armes rencontrent une tribu de mimes des bois, qui pratiquent l'art de la lutherie, se nourrissent de notes de musique et donnent de fabuleux spectacles de mime.
L'universitaire François-Ronan Dubois voit dans la mise en scène de la cité royale de Callikinitopolis, soumise aux caprices du prince Jean quant à son réaménagement, une critique de la société de l'Ancien Régime sous Louis XIV. A la précédente cité mobile aux rues ne suivant aucun plan d'aménagement précis succède une ville avec des rues tracées au cordeau et des jardins aux formes géométriques, qui rappellent ceux du Château de Versailles, dans lesquels le prince Jean, dans son narcissisme, compte faire installer de nombreuses statues à son effigie. Le contrôle sur la société se renforce : le prince Jean prend au mot le conseil de Mendoza de « mettre un mime derrière chaque citoyen » pour surveiller leurs moindres gestes, et le vieux Cénile est responsable d'une Manufacture royale de Poésie, nouvellement fondée, qui produit une grande quantité de devises (les poèmes servant de monnaie d'échange sur la Lune). Le prince Jean, qui se veut triomphant en arborant des symboles de pouvoir comme le foudre (emprunté à Zeus) et les lauriers des empereurs romains, est dépeint comme un monarque tyrannique et vaniteux, se voulant grand conquérant de la Lune (alors que sa victoire militaire manque cruellement d'éclat), et qui, par la censure, pousse à l'exil les philosophes et libre-penseurs.
L'intervention des philosophes, qui viennent en aide aux Terriens alors qu'ils sont aux prises avec les corsaires du prince Jean, est d'ailleurs l'occasion de nombreuses références culturelles à la philosophie. La maison dans laquelle circulent les philosophes porte ainsi l'inscription "Gnothi seauton", une maxime qui occupe une place fondamentale dans la philosophie socratique. L'apparence et le comportement des philosophes sont également basés sur des figures philosophiques célèbres : on peut ainsi voir un philosophe dont le visage et la tenue rappellent très fortement René Descartes, et qui interroge les pirates sur leur essence ; et un autre philosophe est vraisemblablement basé sur Diogène, comme en témoignent son dénuement vestimentaire ainsi que la mimique masturbatoire qu'il effectue devant un des pirates pour le choquer. Les pirates eux-mêmes, dans leur désarroi métaphysique, mentionnent la célèbre question « Pourquoi y a-t-il quelque chose plutôt que rien ? » (souvent attribuée à Leibniz) et font référence au traité de Jean-Paul Sartre, L'Être et le Néant.
L’œuvre de Molière continue également à faire l'objet de références : ainsi, lorsque Bombastus opère Lope, il prononce la formule "Dignus est intrare", empruntée au Malade imaginaire. Les propos du vieux Cénile, qui exhorte les Sélénites à ne plus « s'étendre sous un arbre et d'attendre que le fromage [leur] cheye, tout rôti dans le bec », sont quant à eux une référence à la fable Le Corbeau et le Renard de La Fontaine (tout en rappelant l'existence des arbres à fromage qui poussent sur la Lune). Cénile conclut ses propos par « Il est révolu, le temps des ris et des chants », qui fait probablement référence à la chanson de l'Île aux Enfants de Casimir (« Il est venu le temps des rires et des chants »).